# Stonehenge
Stonehenge [stôu̯nhendž-] je prazgodovinska megalitska struktura na Salisbury Plain v Wiltshireu v Angliji. Sestavljen je iz zunanjega obroča navpičnih stoječih kamnov sarsen (silicificirani bloki peščenjaka), od katerih je vsak visok približno 4,0 m, širok 2,1 m in tehta okoli 25 ton, na vrhu pa so povezani vodoravni kamni za preklade. V notranjosti je obroč manjših modrih kamnov. Znotraj teh so prostostoječi trilitoni, dva zajetnejša navpična kamna, združena z eno preklado. Celoten spomenik, ki je danes porušen, je poravnan proti sončnemu vzhodu na poletni solsticij in zahodu na zimski solsticij. Kamni so postavljeni znotraj zemeljskih nasipov sredi najgostejšega kompleksa spomenikov iz neolitika in bronaste dobe v Angliji, vključno z več sto tumuli (Gomilno grobišče).
Arheologi verjamejo, da je bil Stonehenge zgrajen v več fazah od približno 3100 pr. n. št. do 1600 pr. n. št., s krogom velikih kamnov sarsen med 2600 pr. n. št. in 2400 pr. n. št. Okoliški krožni zemeljski nasip in jarek, ki predstavljata najzgodnejšo fazo spomenika, sta bila datirana v približno 3100 pr. n. št. Radiokarbonsko datiranje kaže, da so modri kamni dobili svoje trenutne položaje med 2400 in 2200 pr. n. št., čeprav so bili morda na mestu že 3000 pr. n. št.
Stonehenge, ena najbolj znanih znamenitosti v Združenem kraljestvu, velja za britansko kulturno ikono. Od leta 1882, ko je bila v Združenem kraljestvu prvič uspešno uvedena zakonodaja za zaščito zgodovinskih spomenikov, je pravno zaščiten spomenik. Mesto in njegova okolica sta bila vpisana na Unescov seznam svetovne dediščine leta 1986. Stonehenge je v lasti krone in ga upravlja English Heritage; okoliško zemljišče je v lasti National Trust.
Stonehenge bi lahko bil grobišče že od svojih najzgodnejših začetkov. Nahajališča s človeško kostjo segajo že v leto 3000 pr. n. št., ko sta bila prvič izkopana jarek in brežina, in so trajala še vsaj 500 let.

## Etimologija
Oxfordski angleški slovar navaja Ælfricov glosar iz 10. stoletja, v katerem je henge-cliff pomen 'prepad' ali kamen; tako so stanenge ali Stanheng 'nedaleč od Salisburyja', ki so jih zapisali pisci iz 11. stoletja, »kamni, podprti v zraku«. Leta 1740 je William Stukeley zapisal: »V Yorkshiru se viseče kamnine zdaj imenujejo henges ... Dvomim, da Stonehenge v saškem jeziku pomeni viseče kamne«. Stonehenge Complete Christopherja Chippindalea navaja izpeljavo imena Stonehenge, kot da prihaja iz staroangleške besede stān 'kamen' in hencg 'tečaj' (ker so kamnite preklade pritrjene na pokončne kamne) ali hen(c)en 'obesiti' ali 'vislice' ali 'instrument za mučenje' (čeprav drugje v njegovem knjigi Chippindale navaja etimologijo 'visečih kamnov').
Del henge je dal ime razredu spomenikov, znanih kot henge. Arheologi opredeljujejo henge kot zemeljska dela, sestavljena iz krožnega obrobnega prostora z notranjim jarkom. Kot se pogosto zgodi v arheološki terminologiji, je to ostanek antikvarne uporabe.
Kljub temu, da je Stonehenge sodoben z neolitskimi pravimi ograjami in kamnitimi krogi, je v mnogih pogledih netipičen – na primer, zaradi več kot 7,3 m višine so njegove obstoječe trilitonske preklade, pritrjene z zareznimi in čepnimi spoji, edinstvene.

## Funkcija in konstrukcija
Stonehenge je ustvarila kultura, ki ni pustila pisnih zapisov. Mnogi vidiki Stonehengea, na primer, kako je bil zgrajen in za kakšne namene je bil uporabljen, ostajajo predmet razprave. Številni miti obkrožajo kamne. Mesto, natančneje veliki triliton, ki obsega podkvasto razporeditev petih osrednjih trilitonov, petni kamen in nasipan drevored, so poravnani s sončnim zahodom zimskega solsticija in nasprotnim sončnim vzhodom poletnega solsticija. Naravna reliefna oblika na lokaciji spomenika je sledila tej liniji in je morda navdihnila njegovo gradnjo. Izkopani ostanki izločenih živalskih kosti nakazujejo, da so se ljudje morda na tem mestu zbirali pozimi in ne poleti.[47] Nadaljnje astronomske povezave in natančen astronomski pomen mesta za ljudi so predmet špekulacij in razprav.
Neposrednih dokazov o gradbenih tehnikah, ki so jih uporabljali graditelji Stonehengea, je malo ali nič. V preteklih letih so različni avtorji predlagali, da so bile uporabljene nadnaravne ali anahronistične metode, pri čemer so običajno trdili, da kamnov ni bilo mogoče premakniti drugače zaradi njihove ogromne velikosti. Vendar so bile konvencionalne tehnike, ki uporabljajo tako osnovno neolitsko tehnologijo kot strižne noge, dokazano učinkovite pri premikanju in nameščanju kamnov podobne velikosti. Najpogostejša teorija o tem, kako so prazgodovinski ljudje premikali megalite, pravi, da so ustvarili stezo iz hlodov, po kateri so se kotalili veliki kamni. Druga teorija transporta megalita vključuje uporabo neke vrste sani, ki tečejo po progi, namaščeni z živalsko maščobo. Tak eksperiment s sanmi, ki so nosile 40-tonsko kamnito ploščo, je bil uspešno izveden blizu Stonehengea leta 1995. Ekipi več kot 100 delavcev je uspelo potisniti in vleči ploščo po 29 km poti od Marlborough Downs.
Predlagane funkcije mesta vključujejo uporabo kot astronomskega observatorija ali verskega mesta. V 1960-ih je Gerald Hawkins podrobno opisal, kako je bilo mesto očitno namenjeno opazovanju Sonca in Lune v ponavljajočem se 56-letnem ciklu. Nedavno sta bili predlagani dve veliki novi teoriji. Geoffrey Wainwright, predsednik londonskega Društva starodobnikov, in Timothy Darvill z univerze Bournemouth sta predlagala, da je bil Stonehenge kraj zdravljenja – prvotni ekvivalent Lurda. Trdijo, da je to razlog za veliko število pokopov na tem območju in dokaze o travmatičnih deformacijah v nekaterih grobovih. Vendar pa priznavajo, da je bilo mesto verjetno večnamensko in se je uporabljalo tudi za čaščenje prednikov. Analiza izotopov kaže, da so bili nekateri pokopani posamezniki iz drugih regij. Najstnik, pokopan približno 1550 pr. n. št., je bil vzgojen blizu Sredozemskega morja; kovinar iz leta 2300 pred našim štetjem, imenovan Amesbury Archer, je odraščal blizu alpskega vznožja Nemčije; in Boscombe Bowmen so verjetno prispeli iz Walesa ali Bretanje v Franciji.
Po drugi strani pa je Mike Parker Pearson z univerze Sheffield predlagal, da je bil Stonehenge del obredne pokrajine in da so ga z Durringtonovimi stenami povezovale ustrezne avenije in reka Avon. Predlaga, da je bilo območje okoli Durrington Walls Henge kraj živih, medtem ko je bil Stonehenge domena mrtvih. Potovanje vzdolž Avona do Stonehengea je bilo del obrednega prehoda iz življenja v smrt, da bi slavili pretekle prednike in nedavno umrle. Obe razlagi je v 12. stoletju prvi predlagal Geoffrey iz Monmoutha, ki je poveličeval zdravilne lastnosti kamnov in je bil tudi prvi, ki je predstavil idejo, da je bil Stonehenge zgrajen kot nagrobni spomenik. Ne glede na to, kateri religiozni, mistični ali duhovni elementi so bili osrednji za Stonehenge, njegova zasnova vključuje funkcijo nebesnega observatorija, ki bi lahko omogočila napovedovanje mrka, solsticija, enakonočja in drugih nebesnih dogodkov, pomembnih za sodobno religijo.
Obstajajo še druge hipoteze in teorije. Po mnenju skupine britanskih raziskovalcev, ki jo vodi Mike Parker Pearson z univerze v Sheffieldu, je bil Stonehenge morda zgrajen kot simbol »miru in enotnosti«, na kar deloma kaže dejstvo, da so v času njegove gradnje britanski neolitski ljudje so doživljali obdobje kulturnega poenotenja.
Megaliti Stonehengea vključujejo manjše modre kamne in večje sarsene (izraz za balvane silicificiranega peščenjaka, ki jih najdemo v kredah v južni Angliji). Modri kamni so sestavljeni iz dolerita, tufa, riolita ali peščenjaka. Zdi se, da magmatski modri kamni izvirajo iz hribovja Preseli v jugozahodnem Walesu približno 230 km od spomenika. Oltarni kamen iz peščenjaka morda izvira iz vzhodnega Walesa. Nedavna analiza je pokazala, da sarseni izvirajo iz West Woodsa, približno 26 km od spomenika. Raziskovalci iz Royal College of Art v Londonu so odkrili, da imajo magmatski modri kamni spomenika »nenavadne akustične lastnosti« – ob udarcu se odzovejo z »glasnim žvenketanjem«. Kamnine s takšnimi akustičnimi lastnostmi so pogoste v grebenu Carn Melyn v Presiliju; vas Presili Maenclochog (valižanščina za zvon ali kamne za zvonjenje), uporabljala lokalne modre kamne kot cerkvene zvonove do 18. stoletja. Po mnenju ekipe bi lahko te akustične lastnosti pojasnile, zakaj so nekatere modre kamne vlekli na tako velike razdalje, kar je bil takrat velik tehnični dosežek. V nekaterih starodavnih kulturah so verjeli, da zveneče kamnine, znane kot litofonske kamnine, vsebujejo mistične ali zdravilne moči, Stonehenge pa je že dolgo povezan z obredi. Zdi se, da prisotnost teh »zvenečih kamnin« podpira hipotezo, da je bil Stonehenge »kraj za zdravljenje«, ki ga je postavil Darvill, ki se je posvetoval z raziskovalci.

### Sorodne lokacije
- Cromlech iz posestva Almendres Kamniti krog v Évori na Portugalskem
- Arkaim starodavna naselbina kulture Sintašta
- Cahokia Arheološko najdišče blizu East St. Louisa, Illinois, ZDA
- Göbekli Tepe neolitsko arheološko najdišče v Turčiji
- Goloring – starodavna zemeljska dela blizu Koblenza v Nemčiji
- Goseck circle – neolitski spomenik henge – Koledarski krog, zgrajen okoli leta 4900 pr. n. št. v Nemčiji
- Medicine wheel starodavni kamniti krogi v Severni Ameriki
- Nabta Playa – Koledarski krog, zgrajen okrog 5000 pr. n. št. v Egiptu
- Newgrange neolitski spomenik v grofiji Meath na Irskem
- Ring of Brodgar neolitski kamniti krog v Orkneyju na Škotskem
- Carahunge prazgodovinsko arheološko najdišče v Armeniji
- Stonehenge replike in izpeljanke

## Legenda o Stonehengu
Legendo je napisal pisatelj iz 12. stoletja - Geoffrey iz Monmoutha v knjigi History of the Kings of Britain. Govori o tem, da je v 5. stoletju Saški poglavar Helgest pobil 300 britskih velikašev. Kralj Aurelij Ambrosij je hotel ustvariti sprejemljiv spomenik zanje. Merlin mu je predlagal, da gredo na Irsko in prestavijo Velikanski Kamniti Obroč iz tam v Britanijo. Geoffrey iz Monmoutha pravi, da so ta obroč iz Afrike na Irsko prinesli velikani. Kamni so bili postavljeni na gori Killarus, kjer so izvajali različne rituale. Ko so Briti končno prišli, so ugotovili, da ne morejo prestaviti kamnov. Takrat pa je Merlin ugotovil, da bi jim lahko pomagala njegova magija. Odšli so nazaj v Britanijo in postavili obroč nazaj okoli skupnega groba pobitih tristotih britskih velikašev. Zgodba nam še pove, da so bili tam pokopani tudi Aurelij, Uther in Arturjev naslednik Constantine.

## Izvor sarsena in modrega kamna
Julija 2020 je študija, ki jo je vodil David Nash z Univerze v Brightonu, zaključila, da se veliki kamni sarsena »neposredno kemično ujemajo« s tistimi, ki so jih našli v West Woodsu blizu Marlborougha v Wiltshiru, približno 25 km severno od Stonehengea. Vzorec jedra, prvotno izločen leta 1958, je bil nedavno vrnjen. Najprej so dvainpetdeset sarsenov analizirali z metodami, vključno z rentgensko fluorescenčno spektrometrijo, da bi določili njihovo kemično sestavo, kar je pokazalo, da so si večinoma podobni. Nato so jedro destruktivno analizirali in primerjali z vzorci kamna z različnih lokacij v južni Angliji. Ugotovljeno je bilo, da se 50 od 52 megalitov ujema s sarsenom v West Woodsu, s čimer so ugotovili verjeten izvor kamnov.
Med letoma 2017 in 2018 so izkopavanja ekipe profesorja Parkerja Pearsona na Waun Mawnu, mestu velikega kamnitega kroga v hribih Preseli, pokazala, da je bil na tem mestu prvotno hranjen kamniti krog s premerom 110 metrov enake velikosti kot prvotni Stonehenge krog modrega kamna, prav tako usmerjen proti poletnemu solsticiju. Krog v Waun Mawnu je vseboval tudi luknjo iz enega kamna, ki je imel značilno peterokotno obliko, ki se je zelo ujemala z enim peterokotnim kamnom v Stonehengu (kamnita luknja 91 v Waun Mawnu / kamen 62 v Stonehengu). Datiranje sedimentov znotraj razkritih kamnitih lukenj s pomočjo optično stimulirane luminiscence (OSL) nakazuje, da so bili odsotni kamni v Waun Mawnu postavljeni okoli 3400–3200 pr. n. št., isti kamni so bili premaknjeni in uporabljeni v Stonehengeu, preden so bili pozneje reorganizirani na sedanje lokacije in dopolnjeni z lokalnimi sarseni, kot je bilo že razumljeno. Človeška dejavnost v Waun Mawnu je prenehala približno ob istem času, kar nakazuje, da so se nekateri ljudje morda preselili v Stonehenge. Predlagano je bilo tudi, da so bili Stonehengeu morda dodani kamni iz drugih virov, morda iz drugih razstavljenih krogov v regiji.
Nadaljnje delo leta 2021, ki ga je izvedla ekipa Parkerja Pearsona, je ugotovilo, da krog Waun Mawn nikoli ni bil dokončan in da od kamnov, ki bi morda nekoč stali na tem mestu, v antiki ni bilo odstranjenih več kot 13.

## Videografija
- Spencer, Christopher (dir.) "Stonehenge decoded", New York City : National Geographic, 2008